# Televideo TS-802
O TeleVideo TS-802 foi um computador pessoal multiusuário fabricado pela TeleVideo no início da década de 1980.

## História
Em 1982, tanto a DEC quanto a TeleVideo tiveram a mesma ideia: transformar os terminais passivos que ambas fabricavam em computadores pessoais. A DEC, fabricante do popular modelo VT-100 (o qual se tornou um padrão industrial), lançou o DEC VT-180 e a TeleVideo o TS-802.
O TS-802 era um microcomputador profissional típico desta época, com UCP Z80A e SO CP/M. Foram produzidas duas versões, sendo que o TS-802 padrão era equipado com dois acionadores de disquete de 5" 1/4, enquanto o modelo TS-802H possuía um HD de 10 MiB.
Como outros fabricantes da época, a TeleVideo vendia suas máquinas com um pacote de software "grátis" (o custo, na verdade, era incorporado ao da máquina), o TeleSolutions. Entre outros, incluía dois campeões de vendas da MicroPro: o editor de textos Wordstar e a planilha eletrônica CalcStar.

## Características (TS-802)
| UCP           | Zilog Z80A em 4,00 MHz                                                             |
| RAM           | 64 KiB                                                                             |
| ROM           | 4 KiB (EPROM)                                                                      |
| Teclado       | mecânico, 103 teclas, com 11 teclas de função e teclado numérico reduzido.         |
| Display       | monocromático, apenas texto (80x25).                                               |
| Som           | alto-falante embutido                                                              |
| Portas        | 2 RS232, uma porta de expansão TeleVideo                                           |
| Armazenamento | 2 drives de 5" 1/4 com capacidade de 500 KiB cada. HD de 10 MiB no modelo TS-802H. |